# Четвёртая космическая скорость

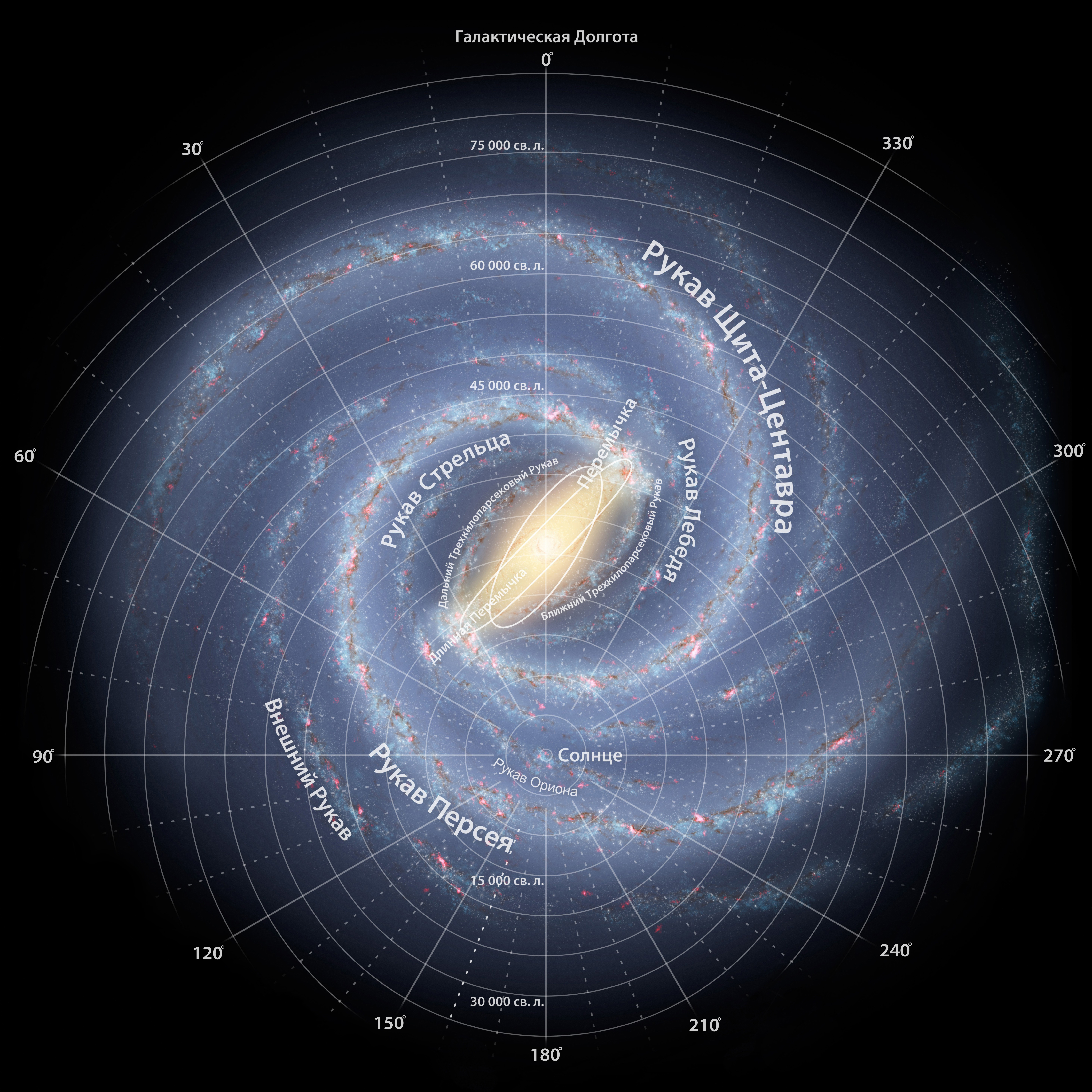
Галактика Млечный Путь

Четвёртая косми́ческая ско́рость — минимально необходимая космическая скорость тела, позволяющая преодолеть притяжение галактики в данной точке.
Четвёртая космическая скорость не постоянна для всех точек галактики, а зависит от координаты. По оценкам, в районе нашего Солнца четвёртая космическая скорость составляет около 550 км/с. Значение сильно зависит не только (и не столько) от расстояния до центра Галактики, но и от распределения масс вещества по Галактике, о которых пока нет точных данных, ввиду того, что видимая материя составляет лишь малую часть общей, гравитирующей массы, а все остальное — скрытая масса. Вне диска Галактики распределение масс приблизительно сферически симметрично, как следует из измерений скоростей шаровых скоплений и других объектов сферической подсистемы.

## Вычисление
Четвёртая космическая скорость численно равна квадратному корню из взятого с обратным знаком гравитационного потенциала φ в данной точке галактики, если выбрать гравитационный потенциал равным нулю на бесконечности:
{\displaystyle v_{4}={\sqrt {-\varphi }}.}
Гравитационный потенциал, создаваемый произвольным распределением массы, таким как галактика, удовлетворяет уравнению Пуассона:
{\displaystyle \Delta \varphi ({\vec {r}})=4\pi G\rho ({\vec {r}}),}
где {\displaystyle \Delta } — оператор Лапласа, {\displaystyle G} — гравитационная постоянная, {\displaystyle r} — расстояние от центра галактики, {\displaystyle \rho } — плотность (точных данных о распределении плотности по галактике пока нет).

## Примеры
- Орбитальная скорость движения Солнца вокруг центра Галактики составляет примерно 217 км/с, и если бы оно двигалось примерно втрое быстрее, то со временем покинуло бы Млечный Путь.
- Звёзды, находящиеся вблизи сверхмассивной чёрной дыры в центре нашей Галактики (объект Стрелец A*), иногда могут приобретать значительный импульс, достаточный для преодоления притяжения Галактики или даже быстрее, вплоть до скоростей 4000 км/с в некоторых случаях[1].
- Пульсар B1508+55, удалённый от Земли на 7700 световых лет, движется со скоростью 1100 километров в секунду, что в два раза больше четвёртой космической скорости в районе Солнца (550 км/c)[2].